# 巴勒斯坦民族權力機構徽章
巴勒斯坦民族权力机构徽章 ，也是巴勒斯坦的國徽之一。圖案為一只薩拉丁雄鷹，雄鷹內有巴勒斯坦國旗。雄鷹下方書寫的是"السلطة الفلسطينية"，即巴勒斯坦民族权力机构之意。

## 参阅
- 巴勒斯坦国徽